# HuffPost
Cet article concerne le site web décliné dans plusieurs pays. Pour l'édition en France, voir Le HuffPost. Pour l'édition au Québec, voir HuffPost Québec.
HuffPost, anciennement Huffington Post, est un site web d'information créé en 2005 aux États-Unis et décliné dans plusieurs pays.

## Histoire
Le Huffington Post est un journal d'information gratuit d'origine américaine publié exclusivement sur Internet. Cofondé en 2005 par Arianna Huffington, qui en a été la rédactrice en chef jusqu'au 11 août 2016, Kenneth Lerer (en), Jonah Peretti (en) et Andrew Breitbart, il fait appel à de nombreuses collaborations et sources externes. Il emploie ainsi près de 20 000 blogueurs qu'il ne rémunère pas.
Le site originel américain, The Huffington Post, est racheté en février 2011 par AOL pour 315 millions de dollars,,, puis connait une expansion internationale grâce à des versions développées le plus souvent avec des partenaires locaux, dans un premier temps (2011) en anglais (Royaume-Uni et Canada), puis, en 2012, en français avec Le Huffington Post (fondé en partenariat avec le groupe Le Monde) et Le Huffington Post Québec.
Suivent El Huffington Post en Espagne le 7 juin 2012 (en partenariat avec le journal El País), L'Huffington Post en Italie (en partenariat avec L'Espresso) le 25 septembre 2012, Huffington Post Japon avec Asahi shinbun en mai 2013, et enfin Al Huffington Post en français pour les pays du Maghreb en juin 2013. Depuis octobre 2013, le site du Huffington Post en allemand a été mis en ligne,. Le 29 janvier 2014, le Huffington Post est lancé au Brésil en partenariat avec le Groupe Abril.
En mai 2015, le groupe américain de télécommunications Verizon acquiert AOL, incluant donc ses activités dans la publicité mobile Huffington Post, TechCrunch et Engadget pour 4,4 milliards de dollars.
En novembre 2020, BuzzFeed annonce l'acquisition de HuffPost à Verizon. En parallèle Verizon prend une participation dans BuzzFeed, une société sous juridiction du Delaware (un paradis fiscal), et condamné plusieurs fois pour ses publireportages masqués, et supprimant les articles allant à l'encontre de ses annonceurs,.
En octobre 2021, les actionnaires majoritaires du Monde annoncent entrer en négociation avec BuzzFeed pour acquérir davantage de parts dans la version française du HuffPost. En rachetant 51 % des parts, Le Monde deviendrait l'actionnaire majoritaire du HuffPost France avec 85 % du capital. Un accord pour ce rachat est conclu en décembre 2021,.

## Éditions
- HuffPost Deutschland (allemand), associé à Focus, en Allemagne ;
- HuffPost (portugais), associé au groupe Groupe Abril, au Brésil ;
- HuffPost (anglais), au Canada ; (fermé le 9 mars 2021)[22]
- HuffPost (français), au Québec ; (fermé le 9 mars 2021)
- HuffPost Post (coréen), en Corée du Sud ;
- HuffPost (espagnol), associé à El País, en Espagne ;
- HuffPost (anglais), aux États-Unis ;
- HuffPost (anglais), au Royaume-Uni ;
- Le HuffPost (français), associé au Monde, en France ;
- HuffPost (italien), associé à L'Espresso, en Italie ;
- HuffPost (japonais), associé à Asahi shinbun, au Japon ;
- Al HuffPost (français), au Maghreb (fermé le 3 décembre 2019)[23] ;
- HuffPost Arabi (arabe) (fermé le 30 mars 2018)[24],[25].

## Ligne éditoriale
La version américaine du Huffington Post se contente globalement de reprendre les informations parues dans d’autres organes de presse. Bien qu'Arianna Huffington dise vouloir « dépasser le clivage droite-gauche », les contributeurs du journal sont majoritairement classés politiquement à gauche. Si le journal se présente lui-même dans une publication comme n'étant « ni de gauche ni de droite mais pas sans point de vue », la ligne éditoriale du Huffington Post France est décrite comme de gauche ou de gauche sociale-démocrate[réf. nécessaire].
Comme d'autres médias français en ligne, il suit avec assiduité l'actualité concernant les minorités homosexuelles, bisexuelles et transgenres (LGBT). Le Huffington Post est représenté dans le Comité DSMA, chargé de censurer dans les médias les informations dont le gouvernement britannique considère la divulgation comme compromettant les opérations de l'armée ou des services secrets.

## Polémiques
Le Huffington Post est critiqué, notamment aux États-Unis, en raison de son goût pour le spectaculaire et de son utilisation de clickbaits consistant à ne s'intéresser qu'à des éléments sensationnels au détriment de la qualité ou de l'exactitude des informations, afin de produire des revenus publicitaires. De son côté, Olivier Tesquet, de Télérama, campe le canal historique du journal comme étant « le potin à fort potentiel de clic ».
Le site accueille plusieurs milliers de blogueurs. Leur paiement est discrétionnaire et 95 % d'entre eux ne sont pas rétribués. Une procédure judiciaire en nom collectif était d'ailleurs en cours en 2012 pour « travail non rémunéré ». En revanche Arianna Huffington considère, de son côté, que ces blogueurs devraient la remercier, car « l'expression personnelle est devenue une source d'accomplissement pour les gens ».
Bill Keller, directeur de la rédaction du New York Times, reproche au Huffington Post de n'offrir aucune information originale et vérifiée (ce qui est le plus coûteux pour un journal) et de se contenter de rassembler les nouvelles fournies par d'autres publications, en particulier les potins de la presse people, dont il s'approprie impudemment le contenu. Autrement dit, le site ne serait pour lui qu'un pilleur d'informations.
En mai 2017, la version arabe du HuffPost (le HuffPostArabi) a été censurée en Égypte après plusieurs articles hostiles au régime en place.